# Drie recht, één averecht
Drie recht, één averecht is een comedyserie die werd uitgezonden door de KRO van 5 februari 1988 tot 6 mei 1988. De serie speelde zich af op een advocatenkantoor. In de serie werden ook diverse Nederlandse liedjes gezongen. De muziek voor deze liedjes kwam van Henny Vrienten. Deze serie diende als basis voor het latere en veel succesvollere Vreemde praktijken. In september 2013 is deze serie uitgegeven op dvd.

## Verhaal
Bertus de Vries (Gerard Cox) is een louche zakenman en eigenaar van een groot gebouw in de stad. Hij opent er een sportschool. Alle cursussen laat hij doen door oud gymlerares Wendy Keizer (Janke Dekker), en zelf doet hij wat andere dingetjes om geld bij te verdienen. De bovenverdieping verhuurt hij aan drie net afgestudeerde avocaten: Laurens Jan Bolsenbroek (Sjoerd Pleijsier), Lex Tigelaar (Johnny Kraaijkamp jr.) en Gon de Swaan (Inge Ipenburg). De advocaten en Bertus hebben vaak meningsverschillen, omdat ze iets anders denken over wat wel en niet mag.

## Rolverdeling
| Personage               | Acteur/actrice        |
| ----------------------- | --------------------- |
| Bertus de Vries         | Gerard Cox            |
| Laurens Jan Bolsenbroek | Sjoerd Pleijsier      |
| Lex Tiggelaar           | Johnny Kraaijkamp jr. |
| Gon de Swaan            | Inge Ipenburg         |
| Wendy Keizer            | Janke Dekker          |

## Afleveringen
| Aflevering | Titel                                | Eerste uitzenddatum |
| ---------- | ------------------------------------ | ------------------- |
| 1          | Zwart en wit                         | 5 februari 1988     |
| 2          | Intieme tijden                       | 12 februari 1988    |
| 3          | Eigen initiatief                     | 19 februari 1988    |
| 4          | De verlichte meester                 | 26 februari 1988    |
| 5          | Vaderschap is meesterschap           | 4 maart 1988        |
| 6          | Een enkeltje Marokko                 | 11 maart 1988       |
| 7          | Eens een dief...                     | 18 maart 1988       |
| Special    | Liedjes uit Drie recht, één averecht | 6 mei 1988          |